# Attackdykare (Sverige)
Attackdykare (KJ/A-dyk) är en befattning inom Kustjägarkompaniet (KJK), som är en del av Amfibiebataljonen. Enheter med liknande dykprofiler och uppgifter som attackdykarna finns hos Särskilda operationsgruppen (SOG) och Nationella Insatsstyrkan (NI). Likheten ligger i hur och varför dykningen genomförs - en dold förflyttning för att senare kunna genomföra insatser på land.

## Historik
I Sverige har det funnits två olika typer av attackdykare som har utbildats av flottan respektive kustartilleriet (idag amfibiekåren). Utbildningen av flottans attackdykare (A-dyk) startades första gången år 1955 av Rolf Hamilton, som även startade utbildning av flottans röjdykare (Röjdyk) år 1952. Kustartilleriets attackdykare (KJ/A-dyk) bildades år 1956 på Närförsvarsskolan som 1959 döptes om till Kustjägarskolan (KustJS).

### Flottans attackdykare (A-dyk)
De ursprungliga stridsuppgifterna för flottans attackdykare var sabotage mot utskeppningshamnarna och småskaliga överfall mot fartyg i hamn - men efterhand försköts stridsuppgifterna åt underrättelseinhämtning på operativ nivå - för att fastställa fiendens styrketillväxt och kraftsamlingsriktning mot Sverige s.k. fjärrspaning. Andra stridsuppgifter var att söka efter föremål på botten, att rensa förtöjningsplatser samt att förstöra sjömärken, radarstationer, fyrar och förråd. Innästling till det fientliga operationsområdet kunde ske med ubåt, miniubåt (HMS Spiggen), helikopterfällning, gummibåt, kajak, dykning eller ytsim. 1969 organiserades totalt 10 attackdykargrupper med åtta attackdykare i varje grupp som var underställda marinens basbataljoner. Till skillnad mot kustartilleriets attackdykare utbildades flottans attackdykare både i luft- och syrgasdykning (slutet system). Flottans Attackdykarskola var belägen på Märsgarn i Stockholms skärgård och avvecklades 1979 på grund av besparingar inom försvarsmakten, vilket medförde att attackdykarutbildningen i flottans regi lades ned.
Även om Flottans Attackdykarskola avvecklades fortsatte utbildning av attackdykare för flottan av Kustjägarskolan (KustJS) och den sista årskullen som utbildades var 1983/1984. Detta medförde att flottans och kustartilleriets attackdykare utbildades ihop i början av 1980-talet och de båda utbildningarna påminde om varandra. Aspiranterna till flottans attackdykare rekryterades delvis direkt via mönstring med extra tester, men också ifrån nyutbildade attackdykare inom kustartilleriet (KJ/A-dyk). De aspiranter som hade rekryterats direkt via mönstringen påbörjade också sin grundutbildning på KustJS och kompletteringsutbildades därefter av flottan under två månader. De dykare som rekryterades ifrån kustartilleriets attackdykare (KJ/A-dyk) fick samma kompletteringsutbildning som de dykare som hade direktrekryterats. Kompletteringsutbildningen utfördes under flottans ledning på Berga örlogsskolor, vilket omfattade helikopterfällning med full dykutrustning, ubåtsslussning, undervattensprängning, fördjupad kunskap i underrättelsetjänst och utbildning i pistolskytte. Målsättningen var att krigsplacera en attackdykargrupp om åtta dykare per år.
Idag återfinns vissa av stridsuppgifterna som fanns vid flottans attackdykare hos Särskilda operationsgruppen (SOG), som har enheter med inriktning på dykning samt även i dess föregångare Särskilda skyddsgruppen (SSG).

### Kustartilleriets attackdykare (KJ/A-dyk)
Kustartilleriets attackdykare (KJ/A-dyk) inriktades redan från början på underrättelseinhämtning på taktisk och operativ nivå, men kunde också användas för störstrid bakom fiendens linjer. Från början ingick attackdykarna som en tropp i en av kustjägarplutonerna - men utvecklades sedan till en attackdykartropp på kompaninivå inom kustjägarkompaniet. Totalt organiserades det i Sverige åtta attackdykartroppar. Attackdykartroppen bestod av två attackdykargrupper med sex soldater i varje grupp samt en stabsgrupp. Attackdykartroppens stridsuppgifter utvecklades efterhand till närspaning åt kustjägarkompanichefen, fjärrspaning och störstrid åt högre chef, rekognosering av större landstignings- och landsättningsplatser, leda in större motanfallsföretag, förstöra vattenhinder, utföra eldobservation vid artilleribekämpning av markmål samt att förstärka kustjägarkompaniets sjukvårdsresurser. När det gäller fjärrspaningen skulle attackdykarna underställas militärområdesbefälhavarens förfogande under en viss tid. Syftet med fjärrspaningen var att bedriva underrättelseinhämtning på ett mycket stort djup (30 mil bakom fiendens linjer) och ett tänkbart underrättelsemål (före 1990) skulle kunnat vara den sovjetiska flyg- och robotbasen vid Haapsalu i nordvästra Estland.
I och med att amfibiebataljonen infördes i krigsorganisationen under 1990-talet utvecklades attackdykartroppen till en spaningspluton med attackdykare - som blev en bataljonchefens främsta resurs för underrättelseinhämtning. Under 2000-talet överfördes attackdykarna återigen till kustjägarkompaniet som en spaningspluton. Attackdykarna är idag tillsammans med kustjägarna amfibiekårens kvalificerade underrättelseresurs - men har också en förmåga att bedriva störstrid.
Dagens spaningspluton består av 27 soldater, varav av tre attackdykarpatruller med sex soldater per patrull, en stabsenhet med tre soldater och två stridsbåtsbesättningar med tre soldater per besättning. Till skillnad mot flottans attackdykare är kustartilleriets attackdykare en befattningsutbildning inom kustjägarna och inte en egen utbildningslinje. Under värnpliktsepoken sökte cirka 25% av kustjägarna attackdykartjänst som huvudbefattning - men efter genomgångna tester återstod knappt hälften - som fick påbörja sin utbildning till attackdykare.

## Uppgifter
Attackdykarnas främsta uppgift är underrättelseinhämtning bakom fiendens linjer. Kustjägarna har också underrättelseinhämtning som huvuduppgift, men har en större förmåga till störstrid än attackdykarna. De första månaderna av specialistutbildningen fokuseras på dykning samt underrättelseinhämtning och patrulltjänst. När attackdykarpatrullen är färdigsammansatt av de olika befattningsinnehavarna fortsätter utbildningen i patrullerna med bland annat störstrid, underrättelseinhämtning, helikoptertjänst och sjukvårdsutbildning. Därefter följer en dykperiod under våren i Stockholms skärgård som avslutas med en slutprov. Det speciella med attackdykarna (KJ/A-dyk) är att de med hjälp av dykning dolt under vattnet tar sig in på operationsområdet, vilket ställer stora krav på den enskilda individen samt på patrullens samarbete. Attackdykarna (KJ/A-dyk) arbetar modulärt och skräddarsyr patrullen utifrån uppgiftens karaktär och komplexitet, vilket innebär att attackdykarna (KJ/A-dyk) organiserar sig i 2-4-6-8-12 manna enheter.

## Utrustning
Förbandet har tillgång till en rad farkoster och hjälpmedel för innästling - attackdykarna kan t.ex. använda kajak, stridsbåt, gruppbåt, helikopter, ytsim, dykning eller ubåtsslussning. Ofta krävs en kombination av dessa för att nästla sig in och hämta viktiga underrättelser. Känslig utrustning som behöver medföras packas i vattentäta packsäckar.
Attackdykare (KJ/A-dyk) använder i regel slutna andningssystem som inte släpper ut bubblor (en så kallad rebreather), koldioxiden som kommer med i utandningsluften renas i en kalkbehållare. Eftersom attackdykarna (KJ/A-dyk) då andas rent syre är dykdjupet begränsat till max åtta meter på grund av risken för syrgasförgiftning. Attackdykarna (KJ/A-dyk) använder sig av torrdräkter, eftersom det är kallt i vattnet större delen av året.
En ny dykapparat (återandningsapparat 11) är under införande, vilket ger möjlighet att verka på större djup och förlängd aktionstid. Försök genomförs också med Dykgruppbåt (DGB), vilket kommer att ge attackdykarna (KJ/A-dyk) bättre möjligheter att innästla dolt i fientligt område.

## Utbildning
Attackdykare är en befattning inom kustjägarkompaniet och attackdykarna tas ut ifrån kustjägarkompaniets personal efter särskilda tester, vilket medför att man måste ha tjänstgjort som kustjägare i minst ett år innan man kan bli attackdykare. Väl antagen till attackdykarutbildningen (KJ/A-dyk) sker grundkursen på 15 veckor i två steg:
- Steg 1 - är en dykkurs vilket syftar till att dykeleven skall kunna hantera sin dykutrustning och även patrullutrustning i form av grupplinor/stång och packsäckar för dykning. Dykeleven utbildas också i undervattensnavigering samt rutiner för taktisk i (TIG) och taktisk uppgång (TUG).
- Steg 2 - består av tillämpad dykning där dykeleven genomför övningar i en attackdykarpatrull. Utbildningen avslutas med ett slutprov där dykeleverna testas för lämpligheten i attackdykartjänsten (KJ/A-dyk). Efter ett godkänt slutprov påbörjar dykeleven sin kompletteringsutbildning i spaningsplutonen på Kustjägarkompaniet.

Under utbildningen läggs mycket tid på enskilda soldatfärdigheter - för att kunna hålla stridsvärdet uppe under kärva förhållanden med begränsad personlig utrustning. De olika befattningarna som finns inom attackdykarpatrullen är en patrullchef, en stf patrullchef, en signalist, en stridssjukvårdare, en fältarbetare och en skarpskytt.
Efter att ha genomfört ett visst antal prov och övningar blir man utnämnd attackdykare. Då får man böja in uddarna på utbildningstecknet neptunigaffeln. Man erhåller också attackdykarmedaljongen som bärs i halsband som samtliga attackdykare sedan 1957 har erhållit.